# Neustift im Stubaital
Neustift im Stubaital ist eine Gemeinde mit 5006 Einwohnern (Stand 1. Jänner 2024) im Bezirk Innsbruck-Land in Tirol (Österreich).

## Geografie

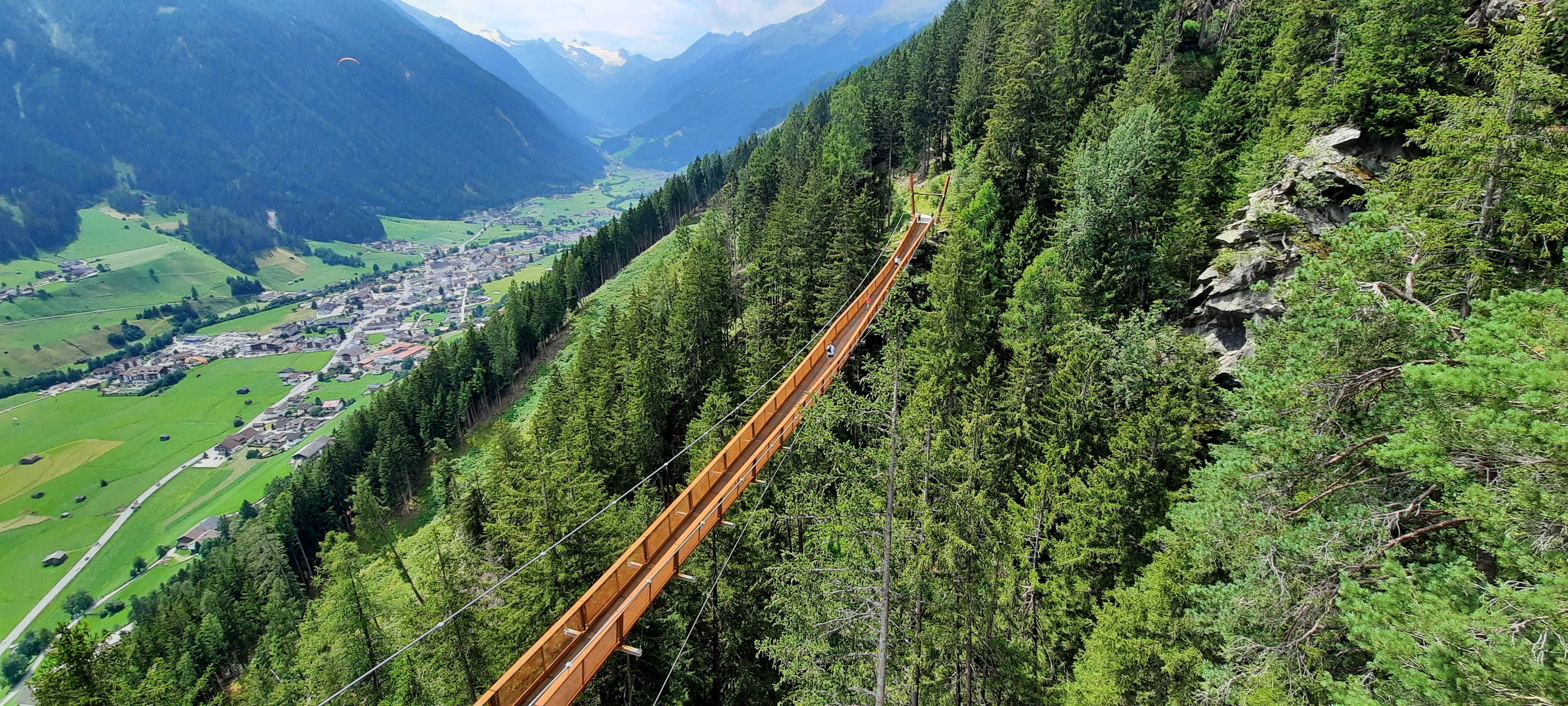
Blick auf die Hängebrücke, auf Neustift und Richtung Stubaier Gletscher

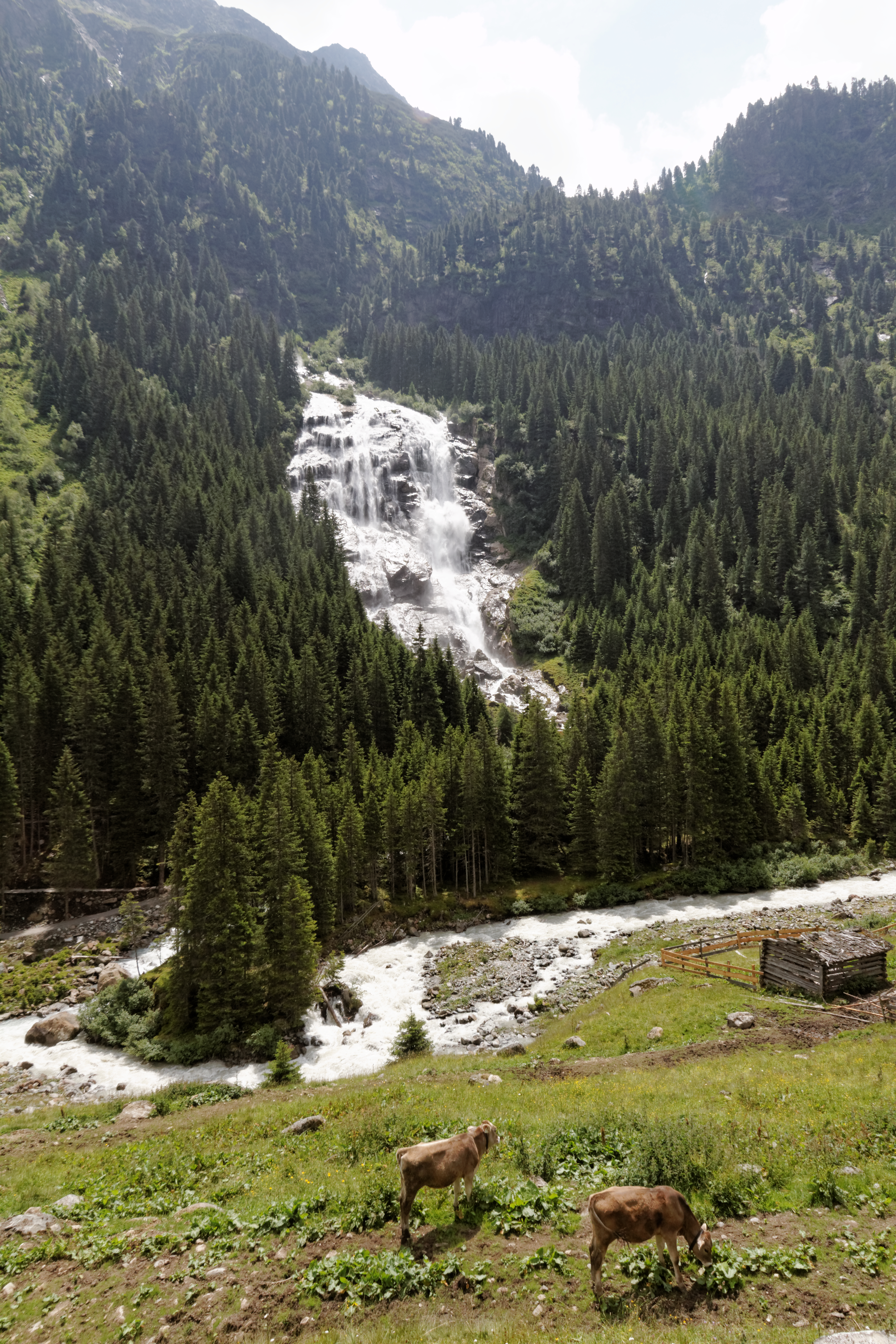
Grawa-Wasserfall

Neustift liegt ca. 25 km südlich der Landeshauptstadt Innsbruck und ist die hinterste der fünf Gemeinden im Stubaital. Am Eingang des Tales erheben sich wuchtige Kalkmassive. Im hinteren Tal, im Neustifter Gemeindegebiet, steigen die Gneis- und Granitgipfel mit 109 Dreitausendern bis in die Gletscherregion empor. Fünf Gletscher (im Westen Tirols Ferner genannt) bilden auf 15 Quadratkilometern ein großes Gletscherskigebiet, den Stubaier Gletscher.

### Gemeindegliederung
Die Gemeinde besteht aus nur einer Katastralgemeinde (Neustift) und Ortschaft (Neustift im Stubaital).
Die Gemeinde gliedert sich in drei Talungen mit folgenden Orten:
| im Stubaier Haupttal: Kampl Pfurtschell Außerrain Herrengasse Neder Schmieden Obergasse | Rain Neustift im Stubaital (Hauptort) Scheibe Aue Lehner Stackler Autenhöfe Milders | im Unterbergtal Schaller Unteregg Oberegg Krößbach Neugasteig Gasteig Volderau Ranalt Mutterbergalm | im Oberbergtal Bichl Oberberg Seduck |

Zählsprengel sind Neder-Kampl, Neustift-Dorf und Ober- und Unterbergtal.
Die Gemeinde liegt im Gerichtsbezirk Innsbruck.

## Geschichte
Vorgeschichtliche Funde aus der frühen Bronzezeit (etwa 1800–1000 v. Chr.) zeigen, dass das Tal seit alters her besiedelt war. Einige Flur-, Alm- und Hausnamen deuten auf eine vorrömische Besiedelung hin.
Als Kaiser Augustus mit seinen Legionen 15 v. Chr. gegen Norden vordrang, wurde auch das hier lebende Bergvolk und ihr Gebiet als Provinz Rätien unterworfen. Im Folgenden hinterließen die Römer durch ihre Verwaltung und später durch die Christianisierung ihre Spuren, ebenso wie die vielen rätoromanischen Flurnamen sowie die von ihnen abgeleiteten Familiennamen:
| Falbeson:     | val busana  | ‚Sacktal‘        |
| Ranalt:       | rovina alta | ‚hohe Mure‘[1]   |
| Pfurtschell:  | furcella    | ‚Scharte‘[1]     |
| Tschangelair: | cingularia  | ‚Einzäunung‘     |
| Kartnall:     | cortinale   | ‚kleiner Hof‘[1] |
| Kampl:        | campus      | ‚Feld‘           |
Das Fehlen früher deutscher Ortsnamen zeigt die wohl weitgehend friedliche baiuwarische Landnahme des 7. und 8. Jahrhunderts, bei einer gleichzeitig langen Souveränität der rätoromanischen Bevölkerung, wie dies gerade für Bergbaugebiete im Alpenraum mit dem örtlichen Fachwissen der Ansässigen charakteristisch ist. Hermann Ignaz Bidermann berichtet 1877 darüber, dass sich, einer Überlieferung nach, die deutschsprachige Bevölkerung des vorderen Talbereichs noch im Hochmittelalter nicht mit den rätoromanischen Stubaiern im hinteren Talbereich verständigen konnte. Bis ins 16. Jahrhundert waren zumindest Teile der Bevölkerung im hinteren Stubai Ladiner beziehungsweise rätoromanischsprachig.
Um 993–1005 wurde das Stubaital als Stupeia erstmals urkundlich erwähnt. Um 1400 wurde die Großgemeinde Stubai in fünf kleine Gemeinden gegliedert: Telfes, Schönberg, Mieders, Fulpmes und „im Tal“.
Obschon der Name Neustift in Urkunden aus dem 14. Jahrhundert als Niwenstift im tal ze Stubai aufscheint, dauerte es Jahrhunderte, bis sich neben der Ortsbezeichnung im Tale der heutige Name Neustift durchsetzte. „Die Tholer“ („Tal-Leute“), so werden die Einwohner von Neustift heute noch genannt. Die Gemeinde „im Tale“ umfasste 5 Stäbe (Nachbarschaften): Neder, Rain (bei dem sich der heutige Ort Neustift später um die Kirche entwickelt), Milders, Oberberg und Unterberg.
König Maximilian I., der sich ab 1508 „erwählter Kaiser“ nannte, war zur Hirsch-, Gams- und Saujagd im hinteren Stubaital. 1505 stiftete er eine Kapelle, aber erst 1868 erhielten die Neustifter einen eigenen Seelsorger.
1516 wurde die erste Kirche Neustifts vom Brixener Bischof dem hl. Georg geweiht. 1772 fiel diese einer Feuersbrunst zum Opfer. Im Jahre 1768 hatte man bereits mit dem Bau der heutigen Kirche begonnen, da die ursprüngliche bereits zu klein geworden war. Der Pfarrer Franz de Paula Penz war der Erbauer der eindrucksvollen Neustifter Dorfkirche. Er war einer der genialsten Kirchenbaumeister des Spätbarock in Tirol.
1812 wurde Neustift zu einer selbstständigen Pfarre. Von außen wirkt die Kirche zum hl. Georg, ein Rokokobau im Dorfzentrum, sehr schlicht, der Innenraum ist aber sehr prächtig und mit Fresken namhafter Meister gestaltet. Die Pfarrkirche in Neustift ist Tirols zweitgrößte Dorfkirche. Auf dem schönen Friedhof ist der „Gletscherpfarrer“ und Mitbegründer des Alpenvereins Franz Senn begraben.
Während des Zweiten Weltkriegs unterhielt die SS eine Hochgebirgsschule in Neustift, bei der auch Häftlinge des KZ Dachau für Arbeiten eingesetzt wurden.

## Hauptort der Gemeinde
Der Hauptort der Gemeinde ist das Dorf Neustift im Stubaital. Es befindet sich etwa 20 Kilometer Luftlinie südöstlich vom Stadtzentrum Innsbruck. Es liegt auf um die 990 m ü. A. Höhe im Talgrund des hinteren Stubaitals links der Ruetz.
Der Ort mit seinen direkten Nachbarorten (der Zählsprengel Neustift-Dorf) umfasst etwa 450 Gebäude mit knapp 1900 Einwohnern, das sind etwa 2⁄5 der Gemeindebevölkerung.
Neustift ist ein jüngeres Kirchdorf, das erst im Laufe der Zeit zum Zentralort der Gemeinde wurde.
Nachbarorte

## Kultur und Sehenswürdigkeiten

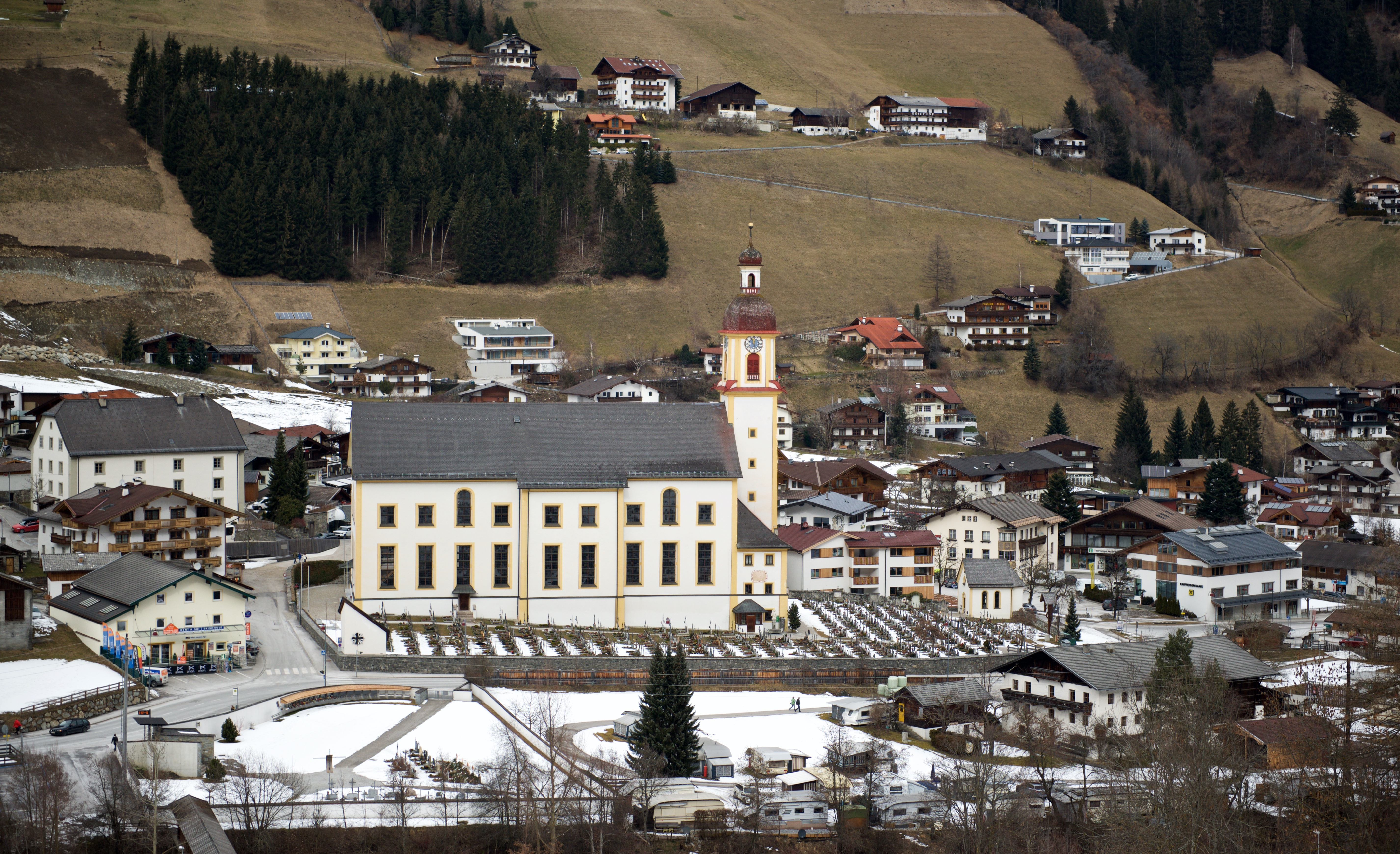
Pfarrkirche Neustift im Stubaital

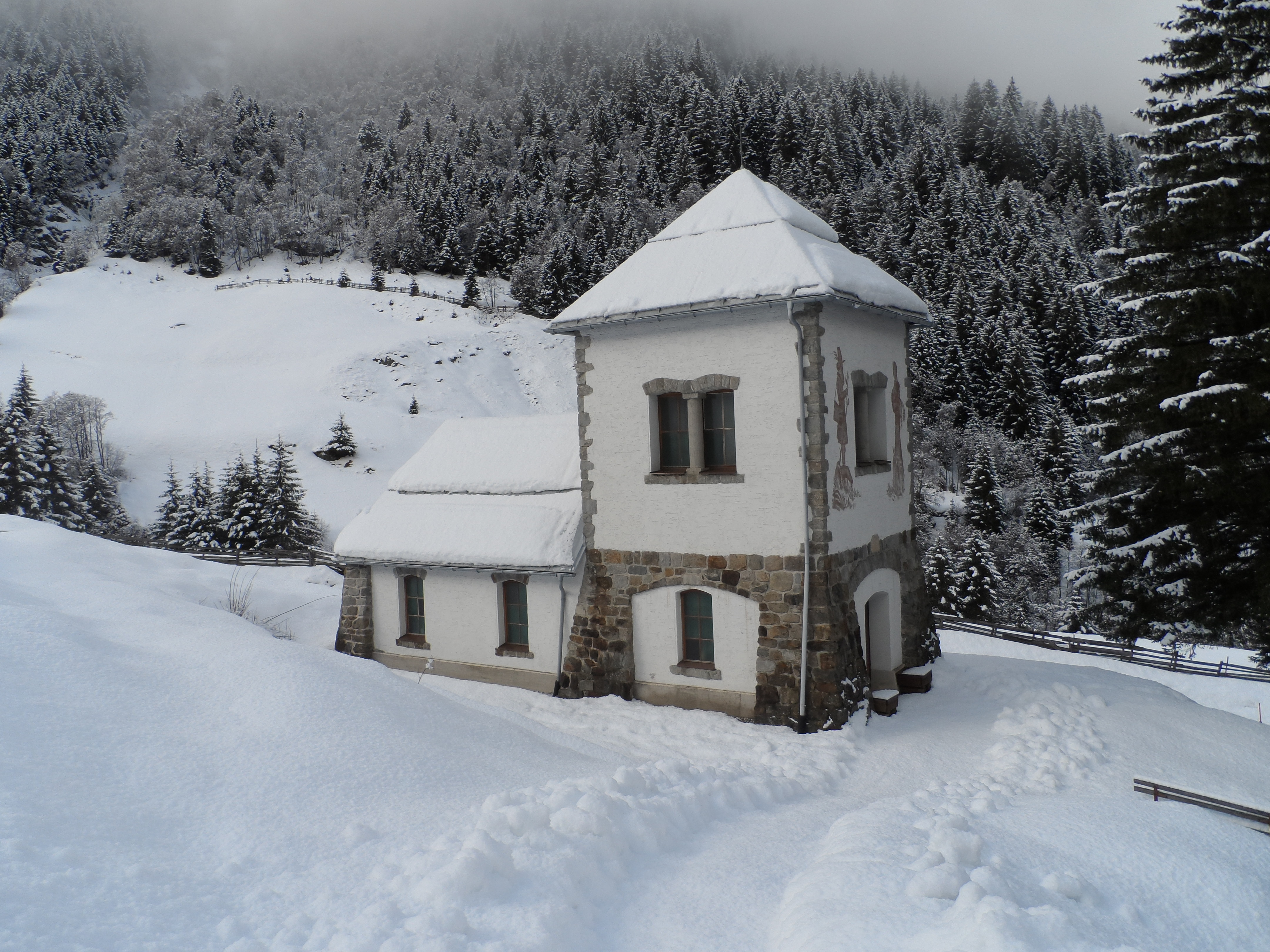
Ortskapelle Ranalt

- Katholische Pfarrkirche Neustift im Stubaital zum hl. Georg
- Ortskapelle Ranalt
- Grawa-Wasserfall: Der Wasserfall gilt als einer der schönsten Wasserfälle Österreichs und ist durch den „Wilde-Wasser-Weg“ mit zwei Aussichtsplattformen erschlossen.

## Wirtschaft und Infrastruktur
Hauptwirtschaftszweig ist der Tourismus mit dem Gletscherskigebiet Stubaier Gletscher und dem ganzen Verbund Stubai Tirol. Gemeinsam mit den Anlagen in den übrigen drei Skigebieten (Elfer-Lifte, Schlick 2000 und Serles-Lifte) laufen talweit 42 Bahnen und Lifte.

### Verkehr
- Bus: Neustift ist mit Innsbruck und den anderen Ortschaften im Stubaital durch die Autobuslinien 590 und 590N (beide IVB) verbunden.
- Bahn: Es gab Pläne die Stubaitalbahn STB bis Neustift zu verlängern, die jedoch aktuell nicht verfolgt werden.
- Straße: Die Gemeinde ist außerdem bis Neustift an die Landesstraße  angeschlossen.

## Politik

### Gemeindevertretung
Bei den Gemeinderatswahlen werden 17 Mandatare gewählt.
| Partei                                                   | 2022    | 2022    | 2022    | 2022      | 2016    | 2016    | 2016    | 2016      |
| Partei                                                   | Prozent | Stimmen | Mandate | Koppelung | Prozent | Stimmen | Mandate | Koppelung |
| -------------------------------------------------------- | ------- | ------- | ------- | --------- | ------- | ------- | ------- | --------- |
| Gemeinschaftsliste Neustift (GN)                         | 31,98   | 907     | 6       |           | 34,36   | 1030    | 6       |           |
| Junges Neustift – Franz Gleirscher (JUNG-NEU) 1)         | 26,80   | 760     | 5       | A         | 35,16   | 1054    | 7       | A         |
| Neues Neustift (NN)                                      | 14,99   | 425     | 2       |           |         |         |         |           |
| Zukunft Neustift – Team Friedl Siller (ZKN) 2)           | 14,81   | 420     | 2       |           | 10,04   | 301     | 1       |           |
| Für Neustift (FN) 3)                                     | 11,42   | 324     | 2       | A         | 8,61    | 258     | 1       | A         |
| Gemeinsame Wirtschafts- und Zukunftsliste Neustift (GWZ) |         |         |         |           | 9,04    | 271     | 2       | B         |
| Junge Volkspartei Neustift – JVP                         |         |         |         |           | 2,80    | 84      | 0       | B         |

1) Die Partei trat 2016 unter dem Namen „Junges Neustift – Peter Schönherr“ an.
2) Die Partei trat 2016 unter dem Namen „Zukunft Neustift“ an.
3) Die Partei trat 2016 unter dem Namen „FÜR NEUSTIFT Team Martin Pfurtscheller (Bröller)“ an

### Bürgermeister
- 2004–2022 Peter Schönherr
- seit 2022 Andreas Gleirscher[8]

### Regionalpolitik
Die Gemeinde gehört zum Tiroler Planungsverband Stubaital und zur Tourismusregion Stubai Tirol. Sitzgemeinde des Planungsverbandes ist Schönberg, Obmann der Bürgermeister
ebenda, Hermann Steixner. Sitz des Tourismusverbandes ist im Stubaitalhaus in Neustift.

### Wappen
Blasonierung: Ein roter Schild mit einem silbernen Balken, von einer Armbrust mit zwei gekreuzten Pfeilen belegt.
Das 1975 verliehene Gemeindewappen erinnert mit dem Bindenschild und der Armbrust daran, dass Kaiser Maximilian sich hier oft zur Jagd aufhielt und die erste Kapelle erbauen ließ.

### Partnergemeinden
- Kusatsu (Gunma), seit 1986[11]

## Persönlichkeiten

### Söhne und Töchter der Gemeinde
- Paul Gleirscher (* 1960), Professor für Archäologie